# Demi Lovato Fall Tour 2009
El Fall Tour 2009 fue la tercera gira de la celebridad estadounidense Demi Lovato. El tour comenzó el 29 de octubre de 2009 y finalizó el 1 de noviembre de 2009. El tour fue creado para poder ofrecer los conciertos que fueron cancelados en la gira "Summer Tour 2009". David Archuleta fue el invitado especial del tour en casi todas las fechas. En esta gira, Demi promocionó su álbum "Here We Go Again".

## Lista de canciones
1. La La Land
2. So Far So Great
3. Gonna Get Caught
4. Quiet
5. U Got Nothin' On Me
6. Got Dynamite
7. Party
8. Trainwreck
9. Catch Me
10. This Is Me (con Madison De La Garza o personas del público)
11. Until You're Mine
12. Solo
13. Stop the World
14. Two Worlds Collide
15. Behind Enemy Lines
16. (You Make Me Feel Like) A Natural Woman (cover de Aretha Franklin)
17. Everytime You Lie
18. Remember December
19. Here We Go Again

Opcionales:
1. Don't Forget
2. Get Back

## Lista de canciones de David Archuleta
1. Touch My Hand
2. Waiting For Yesterday
3. My Hands
4. Somebody Out There
5. Works For Me
6. A Little Too Not Over You
7. Don't Let Go
8. Barriers
9. Apologize (OneRepublic cover)
10. Zero Gravity
11. Crush

## Fechas de la gira
| Fecha                  | Ciudad                    | Lugar                         |
| ---------------------- | ------------------------- | ----------------------------- |
| 29 de octubre de 2009  | Manchester, New Hampshire | Verizon Wireless              |
| 30 de octubre de 2009  | Providence, Rhode Island  | Dunkin’ Donuts Center         |
| 1 de noviembre de 2009 | Atlantic City, New Jersey | Trump Taj Mahal Casino Resort |

- Datos: Q5802201